# William H. H. Cowles
William Henry Harrison Cowles (* 22. April 1840 in Hamptonville, Yadkin County, North Carolina; † 30. Dezember 1901 in Wilkesboro, North Carolina) war ein US-amerikanischer Politiker. Zwischen 1885 und 1893 vertrat er den Bundesstaat North Carolina im US-Repräsentantenhaus.

## Werdegang
William Cowles war der Onkel des Kongressabgeordneten Charles H. Cowles (1875–1957). Er besuchte die öffentlichen Schulen in seiner Heimat. Während des Bürgerkrieges stieg er im Heer der Konföderation bis zum Oberstleutnant auf. Nach einem anschließenden Jurastudium und seiner 1868 erfolgten Zulassung als Rechtsanwalt begann er in Wilkesboro in diesem Beruf zu arbeiten. Zwischen 1872 und 1874 war er Verwaltungsangestellter beim Senat von North Carolina. Von 1874 bis 1878 fungierte Cowles als Staatsanwalt im zehnten Gerichtsbezirk seines Staates.
Politisch war er Mitglied der Demokratischen Partei, deren Vorsitz er acht Jahre lang in North Carolina führte. Bei den Kongresswahlen des Jahres 1884 wurde Cowles im achten Wahlbezirk seines Staates in das US-Repräsentantenhaus in Washington, D.C. gewählt, wo er am 4. März 1885 die Nachfolge von Robert Vance antrat. Nach drei Wiederwahlen konnte er bis zum 3. März 1893 vier Legislaturperioden im Kongress absolvieren. Von 1887 bis 1889 war er Vorsitzender des Ausschusses zur Kontrolle der Ausgaben des Justizministeriums; von 1891 bis 1893 leitete er den Bergbauausschuss. 
1892 verzichtete William Cowles auf eine erneute Kongresskandidatur. In den folgenden Jahren arbeitete er in der Landwirtschaft; außerdem war er in verschiedenen anderen Branchen tätig. Er starb am 30. Dezember 1901 in Wilkesboro.